# Бакуты
Бакуты (укр. Бакути) — село,
Плешивецкий сельский совет,
Гадячский район,
Полтавская область,
Украина.
Код КОАТУУ — 5320485303. Население по переписи 2001 года составляло 86 человек.

## Географическое положение
Село Бакуты находится в урочище Великие Будища.
По селу протекает пересыхающий ручей с запрудой.